# Esmeralda (imię)
Esmeralda – imię żeńskie pochodzenia łacińskiego, oznaczające "szmaragd". Patronem tego imienia jest św. Smaragd (Szmaragd), wspominany razem ze św. Cyriakiem i Largusem.
Esmeralda imieniny obchodzi 8 sierpnia.
Męskim odpowiednikiem jest Smaragd (Szmaragd).
Znane osoby:
- św. Eustochia Esmeralda Calafato
- Maria Esmeralda belgijska

Postacie fikcyjne:
- Esmeralda Weatherwax
- Esmeralda (postać literacka)